# František Schönborn
František z Pauly kardinál hrabě Schönborn-Buchheim-Wolfsthal (Franz de Paula, 24. ledna 1844 Praha – 25. června 1899 Sokolov) byl pátý biskup českobudějovický (1883–1885) a posléze 28. arcibiskup pražský (1885–1899). Kardinálem se stal 24. května 1889. Pocházel ze šlechtického rodu Schönbornů.

## Život
Po narození byl pokřtěn jako František z Pauly Maria Karel Ervín Pavel. Po gymnaziálních studiích hrabě Schönborn vystudoval práva v Praze. V roce 1866 se zúčastnil bitvy u Náchoda, v níž byl těžce raněn, po vyléčení se rozhodl studovat teologii. Studoval v Innsbrucku a Římě, kněžské svěcení obdržel 12. srpna 1873 a o dva roky později získal doktorát teologie.
V letech 1875–1879 byl kaplanem v Plané u Mariánských Lázní, poté se stal vicerektorem (1879) a ještě později rektorem (1882) pražského arcibiskupského semináře.
Dne 22. srpna 1883 byl jmenován biskupem českobudějovickým (vysvěcen byl 18. listopadu a intronizován 25. listopadu).
Dne 21. května 1885 byl jmenován arcibiskupem pražským.
V roce 1888 financoval výstavbu rozhledny na vrchu Třemšín, která byla po něm pojmenována Schönbornova. Navázal tak na svého předchůdce arcibiskupa Viléma Florentina Salma ze Salmu, který na přelomu 17. a 18. století nechal na Třemšíně vybudovat první stezku s vyhlídkovou plošinou. 

## Konec života a smrt
Zemřel na své vizitační cestě po farnostech své diecéze na zámku hraběte z Nostic v Sokolově.
Zápis v úmrtní matrice uvádí jeho tituly: Jeho Eminence, vysoce ctěný pan, kníže-arcibiskup pražský František z Pauly kardinál hrabě Schönborn-Buchheim-Wolfsthal, rozený legát apoštolské stolice v Království českém a v diecezích bamberské, míšeňské a řezenské, skutečný tajný rada jeho veličenstva, rytíř řádu sv. Štěpána, kancléř obou teologických fakult c. a k. Karlo-Ferdinandovy univerzity v Praze, doktor posvátné teologie.
Pohřben byl v pražské katedrále sv. Víta.